# John J. B. Wilson
John J. B. Wilson (Chicago, 24 maggio 1954) è un pubblicitario statunitense.

## Biografia
Nato a Chicago, si trasferì con i suoi genitori a Santa Monica, California, in tenera età. Si è diplomato in cinema e televisione presso l'Università della California a Los Angeles, e dopo la laurea ha lavorato su campagne di marketing cinematografico.
È l'ideatore dei Razzie Awards.